# Pouteria brevensis
Pouteria brevensis är en tvåhjärtbladig växtart som beskrevs av João Murça Pires. Pouteria brevensis ingår i släktet Pouteria och familjen Sapotaceae. IUCN kategoriserar arten globalt som starkt hotad. Inga underarter finns listade i Catalogue of Life.